# THOR CODE RADIO
THOR CODE RADIO（トールコードラジオ）は、ドラマCD『THOR CODE』プロモーションのためのインターネットラジオである。
インターネット放送局アニスタ.TVで2008年9月から2009年2月まで毎週月曜日に更新していた。 声優の野川さくらと山村響がパーソナリティを務める。

## 概要

### パーソナリティ
- 野川さくら
- 山村響

### 配信日
- アニスタ.TV 毎週月曜日

## 番組コーナー
許して！あしぶきびくに様!!
リスナーから送られた「今だから話せるざんげ話」を、パーソナリティの二人が「あしぶきびくに様」となって、ざんげ話の酷さを3段階で判断していくコーナー。ひどいざんげ話には雷が落ちる。
抜き打ちテスト!
パーソナリティの二人が抜き打ちテストで勝負するコーナー。負けた方には罰ゲームがある。
THOR CODE INFORMATION
『THOR CODE』の情報をいち早く知らせるコーナー。